# Liste der Senatoren der Vereinigten Staaten aus Montana
Die Liste der Senatoren der Vereinigten Staaten aus Montana führt alle Personen auf, die jemals für diesen Bundesstaat dem Senat angehörten, nach den Senatsklassen sortiert. Dabei zeigt eine Klasse, wann dieser Senator wiedergewählt wird. Die Wahlen der Senatoren der class 1 fanden im Jahr 2024 statt, die Senatoren der class 2 wurden zuletzt im November 2020 wiedergewählt.

## Klasse 1

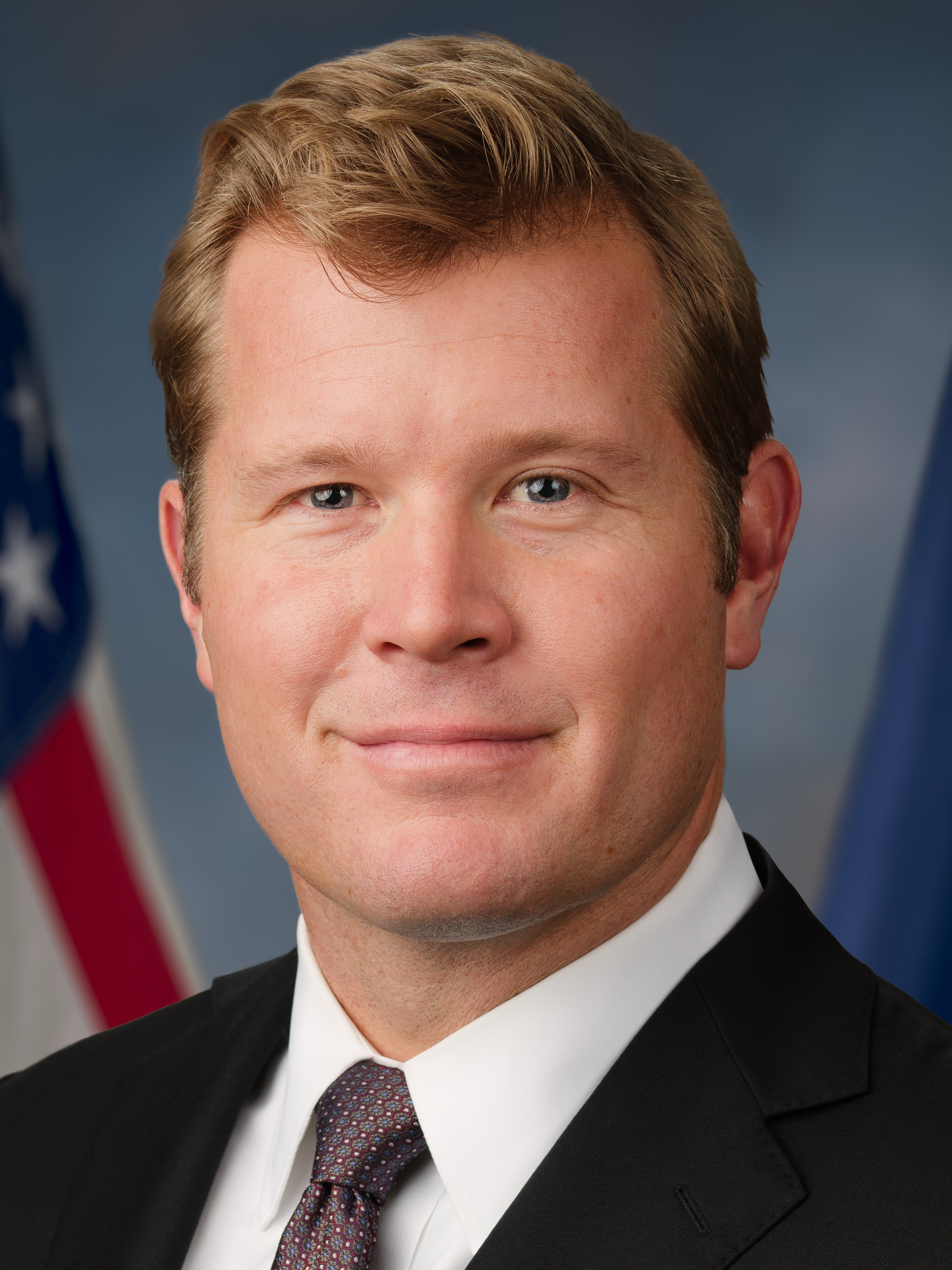
Tim Sheehy

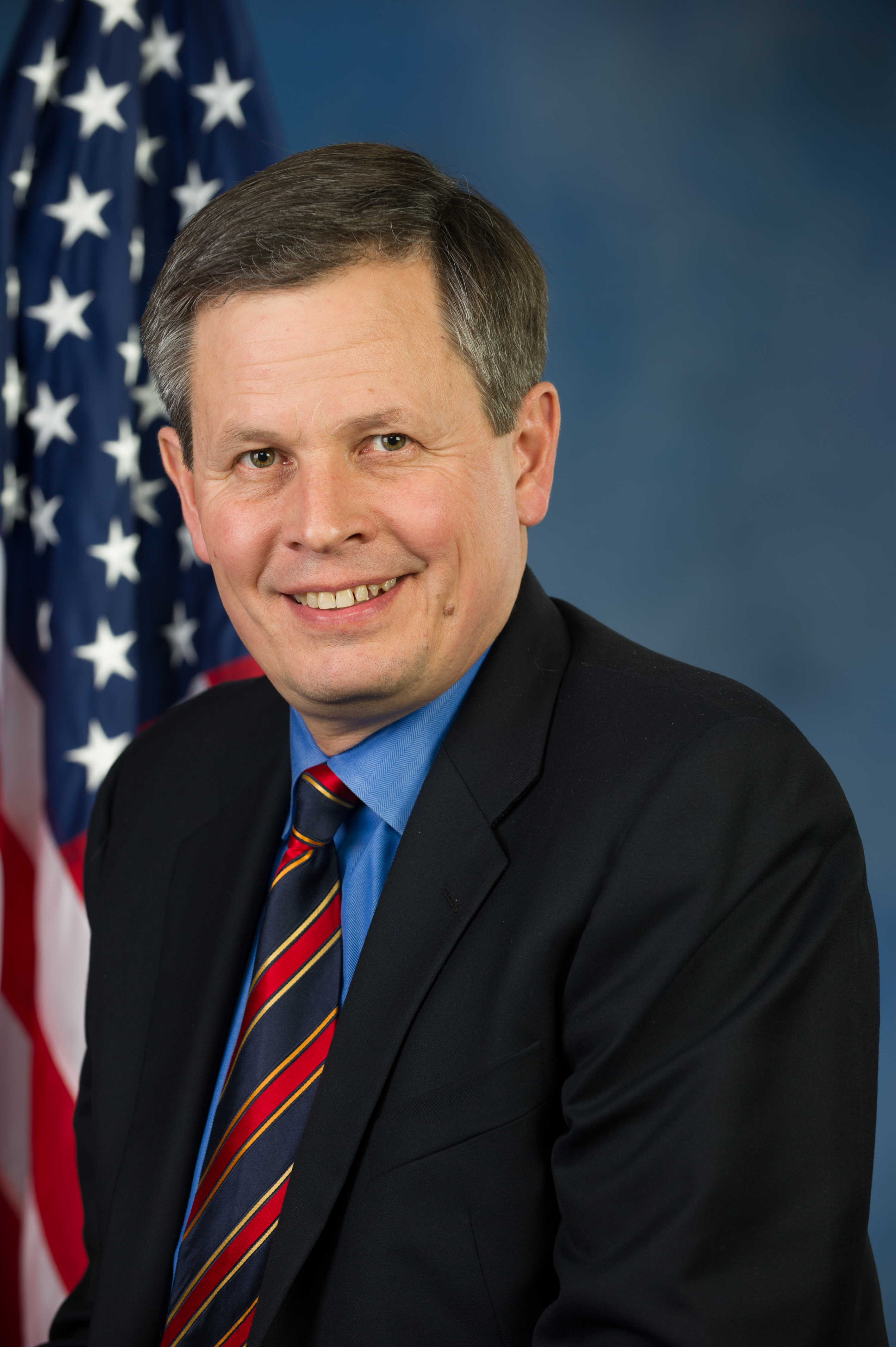
Steve Daines

Montana ist seit dem 8. November 1889 US-Bundesstaat und hatte bis heute zwölf Senatoren der class 1 im Kongress.
| Name                     | Amtszeit  | Partei       | Lebensdaten                           |
| ------------------------ | --------- | ------------ | ------------------------------------- |
| Wilbur Fiske Sanders     | 1890–1893 | Republikaner | 2. Mai 1834 – 7. Juli 1905            |
| vakant                   |           |              |                                       |
| Lee Mantle               | 1895–1899 | Republikaner | 13. Dezember 1851 – 18. November 1934 |
| William Andrews Clark    | 1899–1900 | Demokrat     | 8. Januar 1839 – 2. März 1925         |
| Paris Gibson             | 1901–1905 | Demokrat     | 1. Juli 1830 – 16. Dezember 1920      |
| Thomas Henry Carter      | 1905–1911 | Republikaner | 30. Oktober 1854 – 17. September 1911 |
| Henry Lee Myers          | 1911–1923 | Demokrat     | 9. Oktober 1862 – 11. November 1943   |
| Burton Kendall Wheeler   | 1923–1947 | Demokrat     | 27. Februar 1882 – 6. Januar 1975     |
| Zales Nelson Ecton       | 1947–1953 | Republikaner | 1. April 1898 – 3. März 1961          |
| Michael Joseph Mansfield | 1953–1977 | Demokrat     | 16. März 1903 – 5. Oktober 2001       |
| John Melcher             | 1977–1989 | Demokrat     | 6. September 1924 – 12. April 2018    |
| Conrad Ray Burns         | 1989–2007 | Republikaner | 25. Januar 1935 – 28. April 2016      |
| Raymond Jonathan Tester  | 2007–2025 | Demokrat     | * 21. August 1956                     |
| Timothy Patrick Sheehy   | seit 2025 | Republikaner | * 18. November 1985                   |

## Klasse 2
Montana stellte bis heute zwölf Senatoren der class 2.
| Name                  | Amtszeit  | Partei       | Lebensdaten                           |
| --------------------- | --------- | ------------ | ------------------------------------- |
| Thomas Charles Power  | 1890–1895 | Republikaner | 22. Mai 1839 – 16. Februar 1923       |
| Thomas Henry Carter   | 1895–1901 | Republikaner | 30. Oktober 1854 – 17. September 1911 |
| William Andrews Clark | 1901–1907 | Demokrat     | 8. Januar 1839 – 2. März 1925         |
| Joseph Moore Dixon    | 1907–1913 | Republikaner | 31. Juli 1867 – 22. Mai 1934          |
| Thomas James Walsh    | 1913–1933 | Demokrat     | 12. Juni 1859 – 2. März 1933          |
| John Edward Erickson  | 1933–1934 | Demokrat     | 14. März 1863 – 25. Mai 1946          |
| James Edward Murray   | 1934–1961 | Demokrat     | 3. Mai 1876 – 23. März 1961           |
| Lee Warren Metcalf    | 1961–1978 | Demokrat     | 28. Januar 1911 – 12. Januar 1978     |
| Paul Gerhart Hatfield | 1978      | Demokrat     | 29. April 1928 – 3. Juli 2000         |
| Max Sieben Baucus     | 1978–2014 | Demokrat     | * 11. Dezember 1941                   |
| John E. Walsh         | 2014–2015 | Demokrat     | * 3. November 1960                    |
| Steven David Daines   | seit 2015 | Republikaner | * 20. August 1962                     |